# Tomboutou
Tomboutou è un arrondissement del Benin situato nella città di Malanville (dipartimento di Alibori) con 11 926 abitanti (dato 2006).